# Dirk Lüddecke
Dirk Lüddecke (* 1969) ist ein deutscher Politikwissenschaftler.

## Leben
Lüddecke studierte Philosophie, wissenschaftliche Politik und Geschichtswissenschaft in Freiburg im Breisgau, Dublin und Basel. Nach der Promotion 2002 an der Universität München und der Habilitation 2009 in München aufgrund einer Arbeit über die Formationen des Platonismus und Antiplatonismus in der politischen Philosophie des 20. Jahrhunderts vertrat er von 2009 bis 2010 die Professur für Politische Theorie und Ideengeschichte an der Universität Bonn. Seit Juli 2012 hat er eine Professur für Politische Theorie an der Geschichtswissenschaft an der Fakultät für Staats- und Sozialwissenschaften der Universität der Bundeswehr München inne.

## Schriften (Auswahl)
- Das politische Denken Dantes. Überlegungen zur Argumentation der Monarchia Dante Alighieris. Neuried 1999, ISBN 3-89391-761-6.
- Staat – Mythos – Politik. Überlegungen zum politischen Denken bei Ernst Cassirer. Würzburg 2003, ISBN 3-89913-270-X.
- als Herausgeber mit Felicia Englmann: Zur Geschichte des politischen Denkens. Denkweisen von der Antike bis zur Gegenwart. Stuttgart 2014, ISBN 3-476-02493-8.
- als Herausgeber mit Felicia Englmann: Das Staatsverständnis Ernst Cassirers. Baden-Baden 2015, ISBN 3-8487-0099-9.